# Air Medal
La Air Medal è una decorazione militare degli Stati Uniti d'America. La medaglia fu creata nel 1942 e riconosciuta per comportamenti meritori in occasione di operazioni aeree.

## Criteri
La Air Medal fu istituita con l'Ordine esecutivo n. 9158 firmato da Franklin D. Roosevelt, l'11 maggio 1942. La decorazione venne riconosciuta con valore retroattivo all'8 settembre 1939. Essa viene assegnata a chiunque, prestando servizio con qualsiasi abilità in o con le Forze Armate degli Stati Uniti si sia distinto o distinta per comportamento meritorio partecipando a un'operazione aerea.
I criteri originali di assegnazione definiti con la lettera della Politica Militare datata 25 settembre 1942 erano per un riconoscimento della Air Medal…:
- per ogni naviglio od ogni tre aerei di cui era confermato l'abbattimento in combattimento (un intero equipaggio aereo veniva decorato per la distruzione di una nave ma solo il pilota o il mitragliere di bordo per aver distrutto un velivolo nemico)
- per 25 voli operativi durante i quali era prevista o probabile l'esposizione al fuoco nemico
- per 100 voli operativi durante i quali non era prevista o probabile l'esposizione al fuoco nemico

Questi criteri vennero successivamente modificati dai comandi di ciascuna Forza aerea per conformarsi alle condizioni del teatro di guerra effettivo e per mantenere alto il morale.
La Distinguished Flying Cross veniva normalmente riconosciuta per all'incirca da due a cinque volte i del Quartier Generale requisiti della Air Medal. Questo portò a un'automatica "scheda di punteggio" per ricevere la Air Medal e la Distinguished Flying Cross completando un insieme di missioni operative invece di effettuare servizi e azioni meritevoli o coraggiose, come si era inteso.
Il 5 agosto 1943 i riconoscimenti in base alla "scheda di punteggio" per completare l'insieme dei voli operativi furono aboliti da un memorandum del Consiglio delle decorazioni dei Quartier generali dell'esercito e dell'aeronautica. Ciò fu dovuto al disagio che si creava quando aviatori, che avevano ricevuto la Air Medal per un punteggio di cinque missioni o più, venivano tolti dal servizio di volo per mancanza di nerbo. I comandanti potevano ancora assegnare le decorazioni su quelle basi, ma il decorato doveva aver compiuto prestazioni eccezionali o servizi meritevoli.

## Aspetto
Il disegno della medaglia è prescritto dalla legge.

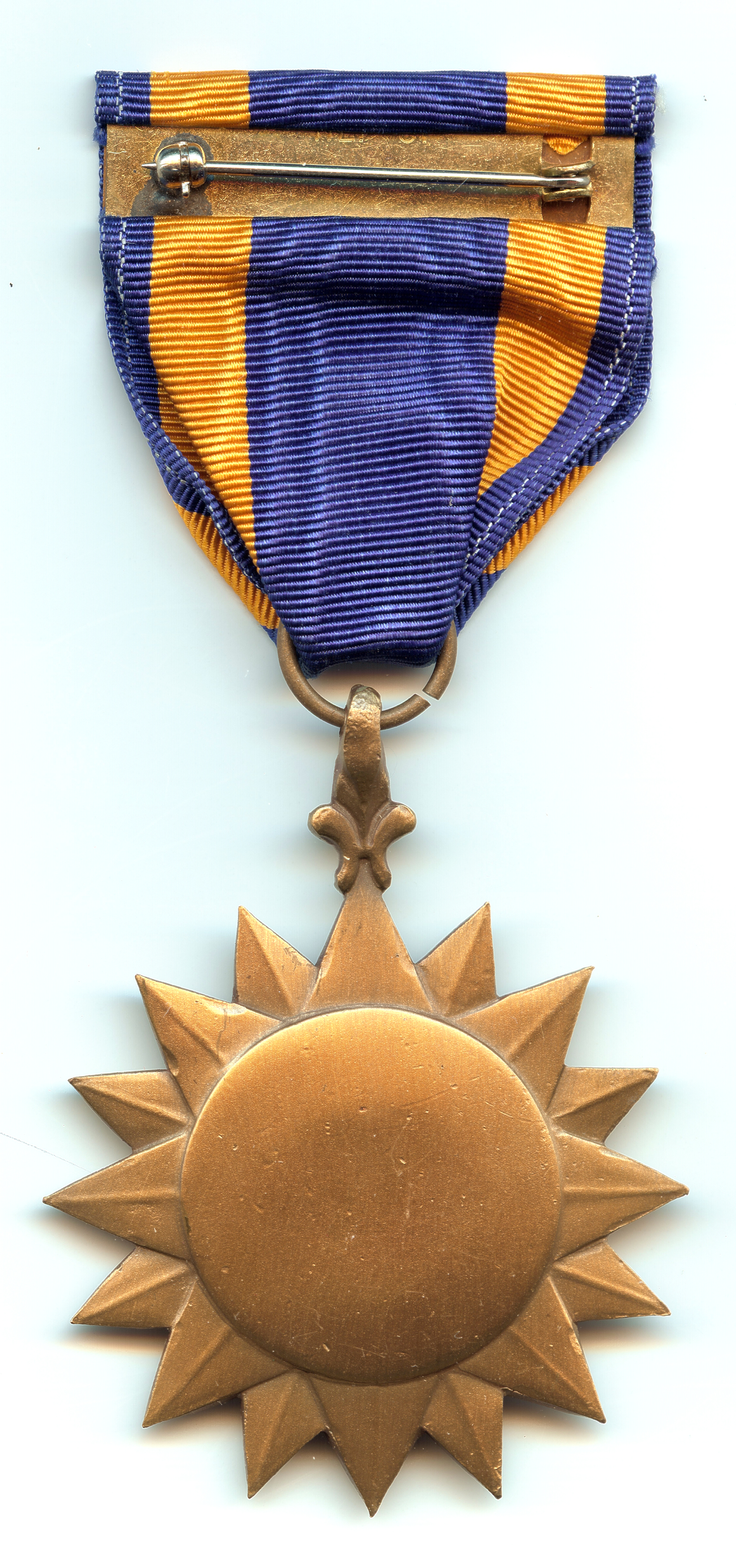
Il "verso" della medaglia

Medaglia
una rosa dei venti di diametro di 1 pollice e 11/16 con un'aquila che porta due saette fra gli artigli. Un giglio alla sommità tiene l'anello di sospensione. I punti della rosa dei venti sul "verso" sono modellati con la parte centrale atta a ricevere l'incisione del nome del decorato.
Nastro
il nastro è largo 1  pollice e 3/8 e consiste nelle seguenti strisce:
1. 1/8 pollice Ultramarine Blue 67118;
2. ¼ pollice Golden Orange 67109;
3. centro 5/8 pollice Ultramarine Blue;
4. ¼ pollice Golden Orange; e
5. 1/8 pollice Ultramarine Blue.

Designer
Walker Hancock, che concorse come disegnatore della medaglia da civile, ma prima dell'assegnazione del progetto fu arruolato nell'esercito.